# Marina Tavares Dias
Marina Tavares Dias (Lisboa, 1962) é uma jornalista, fotógrafa, escritora e olisipógrafa portuguesa.

## Biografia
Marina Tavares Dias nasceu em Lisboa, em 1962. 

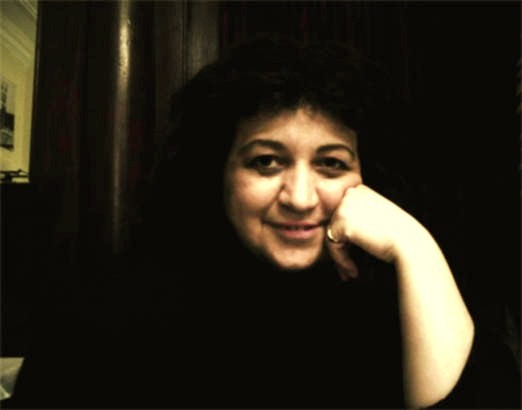

Desde muito jovem, assinou nos jornais Diário Popular, Expresso e Diário de Lisboa textos e reportagens sobre a cidade que cedo revelam uma conjugação da investigação apurada com a escrita cativante de quem fala para o grande público. Em 1987 publica o seu primeiro livro, Lisboa Desaparecida (volume 1), que lhe vale o Prémio Júlio Castilho. 
Ao longo dos 19 anos seguintes, continuando o itinerário lisboeta proposto pelo título, são editados mais oito volumes desta obra pioneira de olisipografia. Outras obras da autora sobre temáticas lisboneneses incluem: O Rossio Pelos Olisipógrafos (2002), A Feira da Ladra Pelos Olisipógrafos (2002) Histórias Lisboa (2002) História do Eléctrico da Carris (2001), Lisboa de Eça de Queiroz (2001), A História do Futebol em Lisboa (2000), Os Cafés de Lisboa (1999), Lisboa nos Anos 40 (1998), Lisboa – Past and Present (1998), Os Melhores Postais de Lisboa (1996), Lisboa de Fernando Pessoa (1991), Photographias de Lisboa 1900 (1989), Lisboa Misteriosa. 
Além destes títulos, a autora especializa-se ainda na divulgação do Primeiro Modernismo, tendo editado obras sobre Mário de Sá-Carneiro e sobre Fernando Pessoa, além de ser responsável pela apresentação em Paris, na sede da UNESCO, da exposição comemorativa de centenário de nascimento de Mário de Sá-Carneiro (1990).
Fundou a Ibis Editores (apresentada em Dezembro de 1990 pela escritora Natália Correia), que dirigiu entre 1990 e 1995; em 2009 fundou a Lisboa Desaparecida Editores.

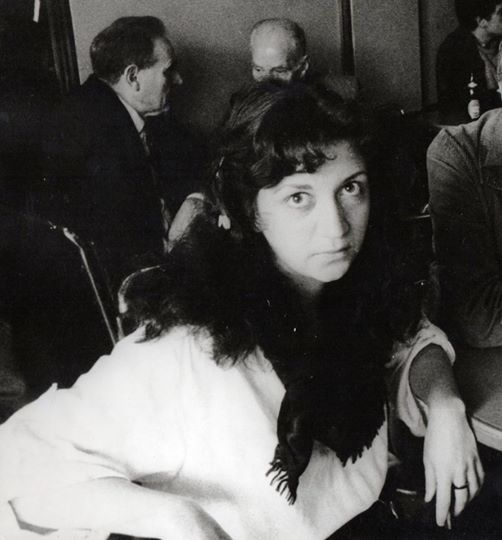
Marina Tavares Dias, Escritora, Jornalista, Olisipógrafa, Fotógrafa Portuguesa

## Obras da autora
Publicou os livros: 
- Lisboa Desaparecida, vol. I. Lisboa: Quimera, 1987
- Fotobiografia de Mário de Sá-Carneiro. Lisboa: Quimera, 1988
- Vates e Tertúlias dos Cafés de Lisboa, in Um Século de Poesia, A Phala, edição especial. Lisboa: Assírio & Alvim, 1988
- Photographias de Lisboa 1900. Lisboa: Quimera, 1989
- Lisboa Desaparecida, vol. II. Lisboa: Quimera, 1990
- O Rossio pelos Olisipógrafos. Lisboa: Ibis, 1990
- A Feira da Ladra pelos Olisipógrafos. Lisboa: Ibis, 1990
- Cronologia da Vida e Obra de Mário de Sá-Carneiro. Lisboa: Biblioteca Nacional de Portugal, 1990
- A Lisboa de Fernando Pessoa. Lisboa: Ibis, 1991 [6]
- Lisboa Desaparecida, vol. III. Lisboa: Quimera, 1992
- Cartas a Maria e outra Correspondência Inédita de Mário de Sá-Carneiro. Lisboa, Quimera, 1992.

Leitura, fixação e notas, com François Castex
- Lisboa Desaparecida, vol. IV. Lisboa: Quimera, 1994
- Os Melhores Postais Antigos de Lisboa. Lisboa: Quimera, 1995
- Lisboa Desaparecida, vol. V. Lisboa: Quimera, 1996
- Lisboa nos Anos 40. Lisboa: Quimera, 1997
- Lisboa, Anos 40. Lisboa: Universidade Católica Portuguesa, 1998
- Lisboa, Passado e Presente. Lisboa: Quimera, 1998.

Edição em inglês, castelhano e alemão
- Lisboa Desaparecida, vol. VI. Lisboa: Quimera, 1998
- Lisboa nos Passos de Pessoa. Lisboa: Festival dos Oceanos, 1999
- Os Cafés de Lisboa. Lisboa: Quimera, 1999
- História do Futebol de Lisboa. Lisboa: Quimera, 2000
- Lisboa Desaparecida, vol. VII. Lisboa: Quimera, 2001
- História do Eléctrico da Carris. Lisboa. Carris de Ferro de Lisboa, 2001.
- Histórias de Lisboa. Lisboa: Quimera, 2002
- Lisboa de Eça de Queiroz. Lisboa: Quimera, 2002
- Porto Desaparecido. Lisboa: Quimera, 2002
- Lisboa Desaparecida, vol. VIII. Lisboa: Quimera, 2003
- Aqui Nasceu o Futebol em Portugal. Cascais: Câmara Municipal de Cascais, 2004
- Lisboa Misteriosa, vol. I. Lisboa: Quimera 2005
- Lisboa Antes e Agora. Lisboa: Quimera, 2006
- Lisboa Desaparecida, vol. IX. Lisboa: Quimera, 2007
- D.Carlos: Biografia. Lisboa: Quimera, 2007 [7]
- As melhores fotografias de Lisboa. Lisboa: Desaparecida Editores, 2009
- Lisboa Misteriosa, vol. II. Lisboa: Objectiva, 2011
- Titanic: Sobre o Oceano da História. Lisboa: Objectiva, 2012